# Delme Thomas
William Delme Thomas (Bancyfelin, 12 settembre 1942) è un ex rugbista a 15 gallese, giocava nel ruolo pilone.